# 張世傑

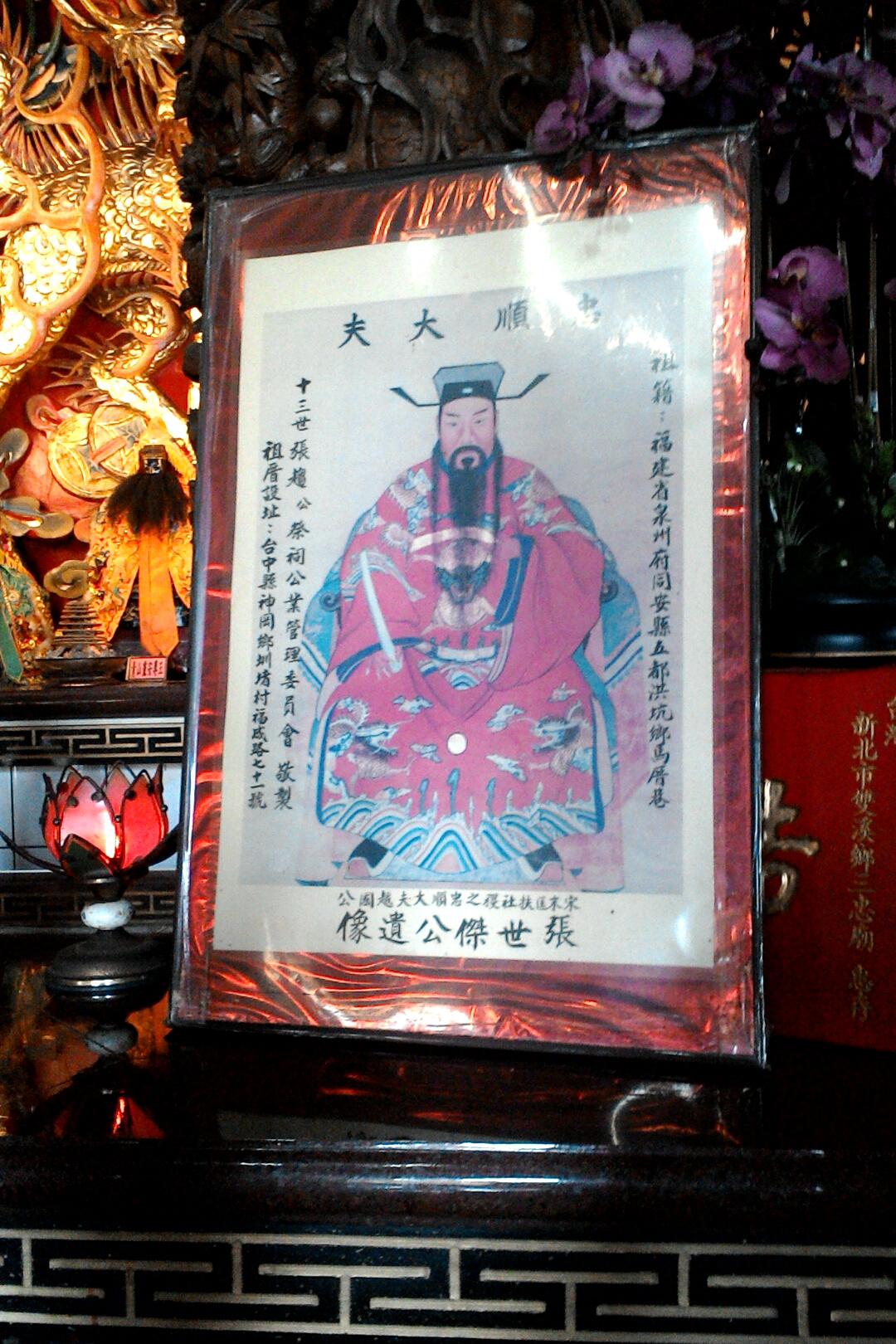
三忠廟に祀られる張世傑

張 世傑（ちょう せいけつ、生年不詳 - 1279年）は、中国南宋末期の軍人。涿州范陽県（現在の河北省保定市涿州市）の人。文天祥や陸秀夫と共に南宋の三忠臣（亡宋の三傑）の一人。

## 略歴
最初はモンゴル帝国の武将である張柔の家臣だったが、罪を得て南宋に逃亡し、呂文徳にその優秀な軍事的才能を見出されて将軍となった。
1275年には元軍の侵攻を一度は撃退したが、1276年に首都の臨安が陥落すると陸秀夫と共に前皇帝であった度宗の遺児を引き連れて脱出し、亡命政権を形成した。
その後も南宋の将軍として失地回復を図ったが果たせず、かつての上司の張柔の九男である元の武将の張弘範は張世傑の甥を派遣して、元に帰順させようと試みたが失敗に終わった。
1279年に元軍の猛攻の前に帝昺（）と陸秀夫が自殺して南宋が滅亡するとチャンパ王国（現在のベトナムの中部）に向かって再起を果たそうとしたが、逃走中に嵐で船が沈没して死亡した。
『十八史略』においては、香を焚いて天を仰ぎ「天が宋を滅ぼそうとするなら、この船を覆せ」と叫んだと記述されている。
「船 遂ニ覆ル 世傑溺ル 宋亡ブ」
その後船は転覆し、張世傑の最期をもって宋は滅亡したと『十八史略』は締めくくっている。